# 나라시노시
나라시노시(일본어: 習志野市)는 일본 지바현 북서부에 있는 시이다. 시모사 대지의 가장자리이며 도쿄만과 접한다. 인구는 약 17만 명으로 지바현 내에서는 나가레야마시에 이어 11번째로 많다.

## 지리
시모사 대지의 가장자리이며, 해안부에서 내륙부에 걸쳐 고도 차이가 크다. 도쿄만 연안에는 광대한 해안을 매립한 주택지와 상공업 부지가 펼쳐져 있지만 유일하게 매립되지 않고 람사르 협약에 등록된 야쓰 갯벌이 있어 철새 도래지가 되고 있다.

### 인접 자치체
- 지바시(미하마구, 하나미가와구)
- 후나바시시
- 야치요시

## 역사
1954년 8월 1일에 쓰다누마정(津田沼町)이 시로 승격하면서 이름이 바뀌어 나라시노시가 되었다.

## 교통

### 도로
- 국도 126호선
- 국도 128호선
- 국도 409호선

### 철도
- 동일본 여객철도
  - 소부 본선
  - 게이요선

- 게이세이 전철
  - 본선
  - 지바선
  - 마쓰도선

## 인구
| 연도 | 인구    | ±%      |
| ---- | ------- | ------- |
| 1950 | 28,667  | —       |
| 1960 | 42,167  | +47.1%  |
| 1970 | 99,995  | +137.1% |
| 1980 | 125,155 | +25.2%  |
| 1990 | 151,471 | +21.0%  |
| 2000 | 154,036 | +1.7%   |
| 2010 | 164,421 | +6.7%   |

## 관광
나라시노는 철새 보호 습지인 야쓰 갯벌(谷津干潟)이 있는 곳이다. 봄과 여름에는 해파리와 작은 게가 증가하는 것을 볼 수 있다.
또한 나라시노의 야쓰 장미정원(谷津バラ園)에서는 5월과 10월에 6천 송이의 만개한 꽃을 전시한다. 정원은 게이세이 전철이 운영하는 놀이공원인 야쓰 유원지(谷津遊園)로 설립되었고 1982년에 문을 닫았다. 놀이공원이 문을 닫은 후 나라시노시 당국이 정원으로 바꾸어 현재에 이르고 있다.